# 오사카 사건

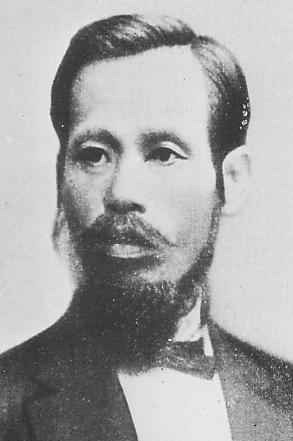
주모자 오오이 켄타로. 조선의 독립운동과 일본의 민권운동을 연대시키겠다던 야심을 품었던 그는 출옥 이후 청일전쟁 개전에 찬성하면서 대외강경론자로 표변한다.

오사카 사건(일본어: 大阪事件 오오사카지켄[*])은 1885년(메이지 18년) 12월에 일어난 자유민권운동의 격화운동 중 하나로, 자유당 당내 좌파가 조선의 내정개혁운동을 기획한 것으로 요약할 수 있다.
몇 년 전인 1882년(메이지 15년) 일어난 임오군란을 계기로 조선 및 조선을 둘러싼 주변국들의 상호 관계는 복잡한 수렁으로 빠져들기 시작했다. 자유당 수뇌부도 조선 문제에 강한 관심을 가졌고, 특히 개화당의 김옥균을 지원하는 태도를 취했다. 1884년(메이지 17년), 고토 쇼지로와 이타가키 다이스케는 자금을 프랑스 공사를 통해 유출시켜 조선의 궁정개혁운동에 착수한다. 그러나 이 움직임을 감지한 메이지 정부는 기선을 제압해 개화당 인사들의 쿠데타를 지원했다. 그러나 이 쿠데타는 청나라의 개입으로 사흘만에 진압된다(갑신정변).

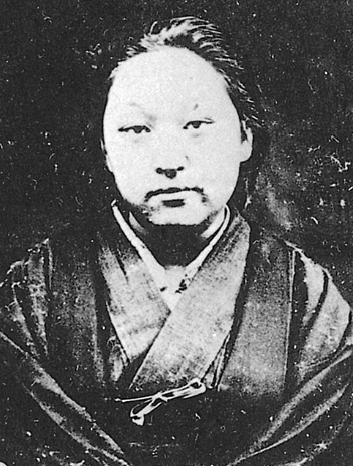
"동양의 잔다르크" 후쿠다 히데코. 오오이와 불륜관계로 아이까지 낳았던 그는 출소 이후 오오이와 반대로 좌경화된다.

자유당 당내 좌파였던 오오이 켄타로 등은 자유당 우파 수뇌부와 메이지 정부의 조선 내정개입과는 다른 입장에서, 조선인민의 독립투쟁과 일본의 자유민권운동을 묶는 연대체를 만들어 양국 동시의 민주주의 혁명을 일으키는 것을 목표로 삼았다. 그래서 오오이를 중심으로 후쿠다 히데코, 코바야시 쿠스오, 이소야마 세이베에, 아라이 쇼고, 이나가키 시메스 등 자유당 좌파들은 동지들을 이끌고 한반도로 건너가 다시 쿠데타를 일으키자는 음모를 진행했다. 그들은 쿠데타로써 당시 조선의 민씨외척정권을 무너뜨리고 실각한 김옥균을 재집권시켜줌으로써 조선에 입헌군주정을 구축하고 청나라로부터 독립시킨다는 계획을 세웠다. 일본 국내에서 자유민권운동이 메이지 정부의 탄압을 받고 있던 상황에서, 해외의 민주혁명을 도와 일본의 국위를 선양하고 국내 개혁의 당위를 확보하기 위한 심산이었다.
그래서 폭탄제조, 자금조달을 위한 무장강도 등의 행동이 진행되던 도중, 이소야마가 배반, 밀고하여 139명이 체포되었다. 고바야시와 이소야마는 외환죄가 적용되어 금고 6년형에 처해졌고, 그 외 여러 사람들에게 형벌이 가해졌다. 음모의 중심인물인 오오이와 조선에 침투할 예정인 부대의 책임자였던 아라이는 징역 9년을 선고받았다. 하지만 불과 2년만인 1889년(메이지 22년) 일본제국헌법 반포 기념 특사로 모두 석방되었다. 이후 사회주의자로 전향한 후쿠다는 이 계획이 너무 국권주의적이었다고 회고적으로 비판했다.
일본 근대문예평론에 이름을 남긴 기타무라 도코쿠도 원래 자유민권운동가였는데, 이 오사카 계획의 자금조달을 위한 강도질을 권유받자 자유민권운동을 이탈했다.

## 참고 자료
- 後藤靖 (1974년 11월). 〈大阪事件〉. 《日本歴史大辞典 第2巻》. 河出書房新社.
- 佐々木克 (1992년 11월). 《日本近代の出発》. 集英社版日本の歴史17. 集英社. ISBN 4-08-195017-2.